# それいけ! ゴールドバーグ家
それいけ! ゴールドバーグ家（原題:The Goldbergs）は2013年9月24日からABCで現在まで続いているアメリカ合衆国のテレビシリーズである。
日本では2019年4月1日からTOKYO MXより放送開始。

## 概説
1980年代を舞台に「屋根裏のエイリアン」等、主にファミリー層向けの映画を手掛けてる、脚本家でもある実在の映画製作プロデューサーアダム・F・ゴールドバーグの少年時代の実話ベースで描き、大人になったアダムが、当時を振り返るという懐古系ホームコメディー。従来のシットコムのように笑い声のSEが入っていないのも特長である。
短気で口の悪いパパのマレー、お節介で傍若無人なママのビバリー、負けず嫌いで気の強い長女エリカ、感情の起伏が激しいオーバーリアクションな長男のバリー、主人公で映画オタクで次男で末っ子のアダム、そして母親ビバリーの実父で、孫たちの強い味方でいるお祖父ちゃんのアルバート（ジョージ・シーガル） 等が繰り広げるドタバタな日常を描く。

## 登場人物

### ゴールドバーグ家
マーレー・ゴールドバーグ
演 - ジェフ・ガーリン（声:楠見尚巳）
アダムの父親。根は悪くないが、荒くれな性格でとにかく口が悪い。
ビバリー・ゴールドバーグ
演 - ウェンディ・マクレンドン=コーヴィ（声:土井真理）
アダムの母親。とにかくお節介焼き。
アダム・ゴールドバーグ
演 - ショーン・ジャンブローン（声:千種春樹）
次男で末っ子。主人公で映画オタクで家族を客観視している。
エリカ・ゴールドバーグ
演 - ヘイリー・オランティア（声:冨田泰代）
長女でアダムのお姉ちゃん。兄弟の中で一番年上で性格がかなり気の強いタイプ。
バリー・ゴールドバーグ
演 - トロイ・ジェンティル（声:菅原雅芳）
長男でアダムのお兄ちゃん。感情の起伏が激しい。
アルバート・ソロモン　
演 - ジョージ・シーガル（声:宝亀克寿）
母方の祖父で、通称じいじい。孫たちにとっては親身になってくれる優しいおじいちゃん。
大人のアダム（声）
演 - パットン・オズワルト（声:山野井仁）
ナレーション。大人のアダムが少年時代を回想して行く。

### その他血縁関係
マーヴィン・ゴールドバーグ
演 - （ダン・フォグラー）
叔父（おじき）。父マレーの実弟でちょっとトラブルメーカー。
ベン・ゴールドバーグ
演 - （ジャド・ハーシュ）
父方の祖父。父マレーと親子仲が悪い。

## エピソードタイトル

### シーズン１
エピソードタイトル
- 第1話：あこがれのドライビング・ライセンス
- 第2話：父と娘のデート・デイ
- 第3話：天才セールスマン誕生
- 第4話：君に捧げるラブ・ソング
- 第5話：理想のベスト・パートナー
- 第6話：悪夢のハロウィーン・ナイト
- 第7話：グリーン・ゾーンからの脱出
- 第8話：向かいのお上品ファミリー
- 第9話：グッドラック・バッドラック・バリーラック
- 第10話：波乱のタレント・ショー
- 第11話：感謝祭はポジティブに
- 第12話：猛烈！オカン対決
- 第13話：ジジのハッスル・デイズ
- 第14話：涙のチーク・ダンス
- 第15話：キミは最高の恋人？
- 第16話：親のキモチ・子供のキモチ
- 第17話：パパとママの冷戦勃発
- 第18話：僕らだってグーニーズ
- 第19話：告白はフランス風に
- 第20話：ときめきハッピー・バースデイ
- 第21話：恋の病とゲーム病
- 第22話：勝利へのカウントダウン
- 第23話：伝説のヒーロー

### シーズン２
エピソードタイトル
1. 愛のオムニバス・テープ
2. ママだけのスーパースター
3. 憧れのロイヤルウェディング
4. 誰だってウォナ・ビー・クール
5. サムライの掟
6. スパルタ教師ＶＳブロンドモンスター
7. 感謝祭はハチャメチャに
8. ホバーボードの真実
9. 兄貴はスーパーモデル
10. ボクたちの恥ずかしバトル
11. お騒がせフィアンセ登場！
12. 遅咲きのボクの挑戦
13. ボクはＮｏ.１コメディアン
14. バリーはある朝突然に
15. キミの笑顔で人生バラ色
16. オトナの男になる日
17. ボクと兄貴の全面戦争
18. ビール・デビューは苦い味
19. サルサ・マラカス・グアカモーレ
20. 気分はグラディエーターズ
21. ロマンティックな関係
22. ダンスパーティーＵＳＡ
23. ビルとマレーは大親友
24. とっておきのアイ・ラブ・ユー

### シーズン３
エピソードタイトル
1. ハレー彗星の見える夜
2. 最高で最悪なミュージカル
3. 思い出のビデオを消しちゃった！
4. 私たちのウィー・アー・ザ・ワールド
5. ボーイ・バリーは気まぐれ
6. ハロウィーンはお化け屋敷で
7. 愛しのラックチンチン
8. ナンダカンダで感謝祭
9. 鬼教官ＶＳウイングママ
10. 我が家のニセ・クリスマス
11. テイスティー・ボーイズ参上！
12. 大事なヒトと手をとって
13. めざせ！ゲームショー出場
14. 彼女に届け、ボクのハロー
15. アル・ヤンコビックの教え
16. 炎のアスリート
17. 禁断のダーティ・ダンシング
18. さよなら、イカサマ人生
19. マジックはバクハツだ！
20. オタク・チームをぶっつぶせ！
21. ポニーテールに恋して
22. 魔のママの日
23. ビッグ・オレンジ殺人事件
24. キョーフの新入生狩り

### シーズン４
エピソードタイトル
1. ボクらのブレックファスト・クラブ
2. 運命のパートナー
3. ジョージ・グラス作戦！
4. パパとジージの留守電ウォーズ
5. 我が家のスティーヴン・キング
6. ボクはアクション映画監督
7. 感謝祭のダブル・バトル
8. オペラ座の怪人！
9. 無敵のお笑いバスケ・チーム
10. スペシャルな贈り物
11. いまを生きるボクたち
12. 雪の日のヒーロー
13. 不滅のディスコ・ナイト
14. アルバイトの天才
15. スターへの道
16. もうひとりのアダム・ゴールドバーグ
17. ノー・モア！お下品ワード
18. 天才少年バリー・ハウザー
19. 恋するボクとプロムの夜
20. 新旧バットマン対決
21. ボクのスーパー姉ちゃん
22. ザ・デイ・アフターの恐怖
23. アダムはジェダイ・マスター
24. バラ色の未来に向けて

### シーズン５
エピソードタイトル
1. 兄貴のときめきサイエンス
2. ジジの戦争ドキュメンタリー
3. 因縁の兄弟バトル
4. オタクたちの復讐
5. スターウォーズＶＳスタートレック
6. クレイジー・コマーシャル騒動
7. 感謝祭はスーパー・リッチに
8. あこがれじゃないドライビング・ライセンス
9. オトナは分かってくれない
10. 炎のハヌカ対決
11. 結成！ママ友ＪＴＰ
12. ゴールドバーグ家のディナー
13. ハイソサエティ・シンドローム
14. スター誕生を夢見て
15. インディ・ジョーンズの冒険
16. ルームメイトはアカの他人
17. ギャングたちのナワバリ争い
18. 不屈のパーティー・ピープル
19. サヨナラ、心の友よ
20. 一生に一度のチャンス
21. ノンポリ少年の主張
22. プロムの日の決心